# Acadêmicos de Santa Cruz
Grêmio Recreativo Escola de Samba Acadêmicos de Santa Cruz (ou simplesmente Santa Cruz) é uma escola de samba brasileira da cidade do Rio de Janeiro, com sede no bairro de Santa Cruz, na zona oeste da cidade.
Dentre as escolas de samba do carnaval carioca que já desfilaram na Marquês de Sapucaí, é a que se situa mais distante do sambódromo, localizada na Rua do Império em Santa Cruz. Atualmente é filiada a Super Liga Carnavalesca do Brasil e participa da Série Prata, a terceira divisão do Carnaval Carioca.
Desde a sua estreia no carnaval carioca sempre foi tida como a escola de samba representante da zona rural do Rio, fato este que, por vezes implicava em preconceito por parte da mídia e de sambistas de outras escolas. Já no seu quarto ano de desfiles no Rio de Janeiro figurava entre as grandes do carnaval carioca. Fato este que se repetiria por mais oito vezes. A Acadêmicos de Santa Cruz porém, nunca permaneceu neste grupo.
A Santa Cruz sempre esteve atrelada as manifestações culturais do seu bairro e ligada aos projetos sociais. Estes já beneficiaram crianças e jovens, adultos e idosos ao longo dos anos. Acordos com a iniciativa privada, principalmente empresários e comerciantes locais sempre foram fundamentais para a realização dos seus desfiles e a manutenção destes projetos.

## Fundação
Foi de um bloco de sujo, o Vai Quem Quer, nos anos 1950, que começou a desenhar-se a futura escola de samba Acadêmicos de Santa Cruz, cujas reuniões iniciais aconteciam no pontilhão da Rua do Império, esquina com a Rua Campeiro-Mór.
A escola surgiu de uma dissidência de um grupo de foliões que desfilavam no bloco carnavalesco Garotos do Itá e, mais tarde, em 18 de fevereiro de 1959, fundava-se a nova escola que, nos anos de 1967 e 1968, começou a aglutinar sambistas de outras escolas de samba de Santa Cruz, como, Unidos da Jaqueira, Independentes do Morro do Chá, Garotos do Itá e Unidos do Caxias.
O Acadêmicos de Santa Cruz foi fundado por José Ramos Cordeiro (Zé Taqueiro), Altamiro de Oliveira, Guilherme José de Andrade, Luiz dos Santos Oliveira (Hominho), Benedito Antônio do Nascimento (Coragem), Hélio de Carvalho (Petico), Ubirajara das Neves (Bira), Áureo Cordeiro Ramos (Mestre Áureo), José Vieira Félix (Dindica), Otacílio de Souza, Manoel José de Santana (Biéca), Otávio Dantas (Tavinho) e Luiz Cordeiro Ramos.
Tem as cores verde e branco. Teve como símbolo inicial a figura de um boi como referência ao matadouro que durante anos funcionou no bairro, um capelo fazia referência aos acadêmicos que fundaram a escola, juntamente a um pandeiro e um surdo como marcos da relação com o carnaval. Mais tarde o símbolo da escola foi substituído pela figura de uma coroa, sendo que em alguns anos a escola teve na bandeira uma estrela.

## História

### Anos 1960
Afilhada da Unidos de Bangu e madrinha da Unidos do Uraiti e da Acadêmicos de Itaguaí, a Acadêmicos de Santa Cruz desfilou em 1960, 1961 e 1962 na própria localidade de Santa Cruz, zona oeste da cidade do Rio de Janeiro. Ainda em 1962, filiou-se à Confederação da Escolas de Samba e desfilou pela primeira vez no centro da cidade no dia 2 de dezembro, por ocasião do 1° Congresso do Samba. Em 1963, disputou o carnaval na Praça Onze (Grupo de Acesso B) e foi campeã. Em 1965, a Acadêmicos de Santa Cruz foi campeã do Grupo de Acesso A, por ocasião do carnaval do IV Centenário e já estava entre as grandes escolas do carnaval carioca no ano seguinte.

### Anos 1970
A década de 1970 foi marcada por homenagens a grandes músicos da cultura brasileira como a cantora Dalva de Oliveira em 1974, o poeta Catulo da Paixão Cearense em 1977 e o compositor Carlos Gomes em 1978. Viveu períodos instáveis oscilando entre o segundo e terceiro grupo, com momentos de auge e também de grandes dificuldades. A agremiação conquistou um campeonato pelo grupo 3 em 1973.

### Anos 1980

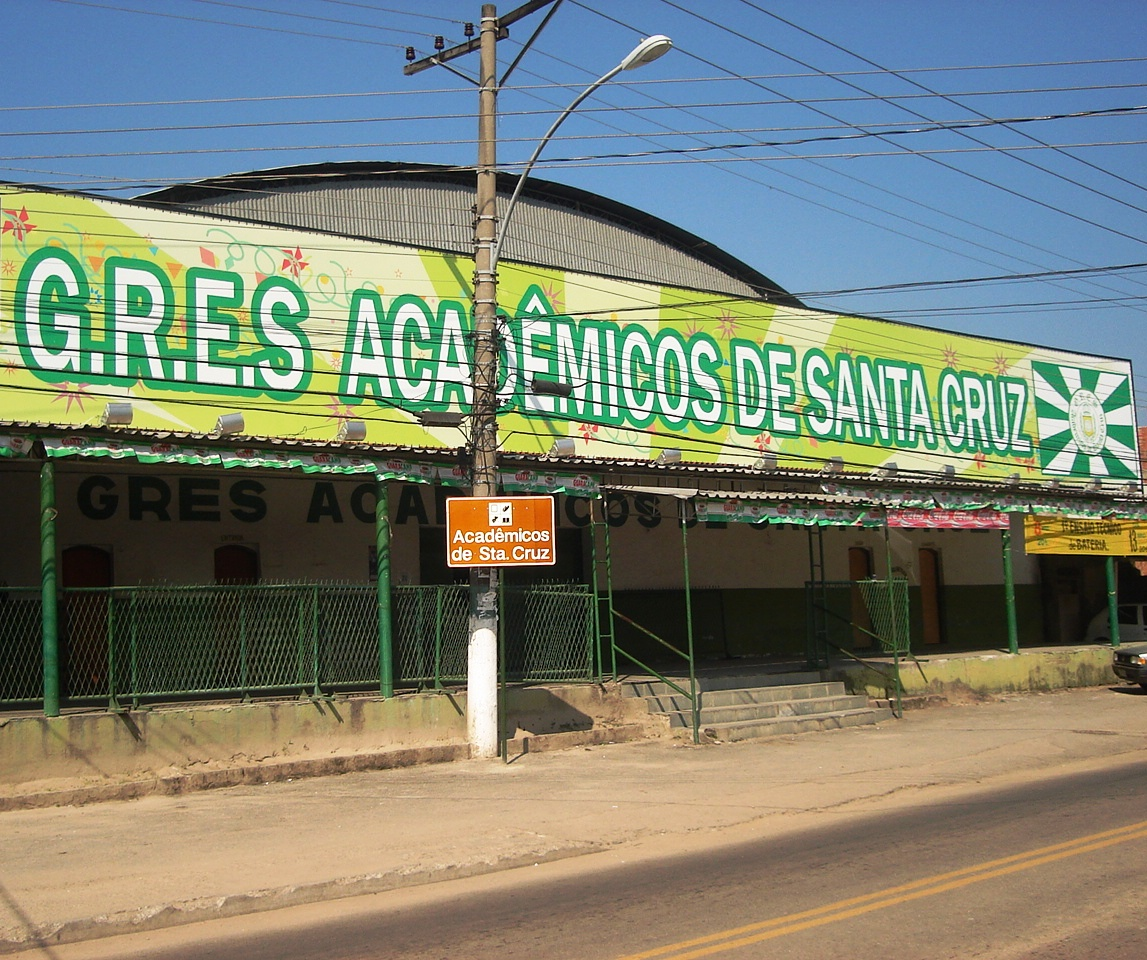
A quadra da escola de samba Acadêmicos de Santa Cruz começou a ser construída na década de 80.

Em 1984, o ano de estreia do Sambódromo do Rio de Janeiro, a escola chegou em segundo lugar no Grupo de Acesso A com o enredo afro "Acima da coroa de um rei, só deus". Este resultado garantiu sua presença no supercampeonato, disputado no sábado seguinte ao carnaval. Porém neste desfile, que reunia as seis primeiras colocadas do grupo Especial mais a campeã e a vice do grupo de Acesso A, a Santa Cruz chegou apenas em oitavo lugar. O enredo abordava os santos e divindades das religiões africanas.
O desfile de 1985,  foi marcado por um grande atraso causado por um acidente na concentração, envolvendo um dos principais carros da escola e uma grande alegoria da Beija-Flor. Seu desfile, orçado em 800 milhões de cruzeiros, cifra alcançada graças ao patrocínio do champanha Moët et Chandon e do Grupo Monteiro Aranha contou com a presença de muitos colunáveis, inclusive Martha Rocha, que desfilou entre os 2500 componentes. A escola se apresentou com duas alas de baianas e levou para a Sapucaí sob o comando de Mestre Áureo uma das melhores bateria. Aroldo Melodia era o intérprete do samba.
Em 1986, a Santa Cruz fez um tributo aos estados brasileiros com o enredo E você o que é que dá? do carnavalesco José Lima Galvão, explorando suas riquezas, folclore, costumes, misticismo… mostrando a contribuição de cada estado para a grandeza do Brasil. Os anos seguintes foram marcados pelo bom humor e a crítica marcante do carnavalesco Luiz Fernando Reis com o enredo "Quem espera só se cansa" e o enredo "Como se bebe nesta terra…!"; este último enfocando as bebidas no Brasil.
"Stanislaw, Uma História Sem Final", do experiente carnavalesco José Félix, foi o enredo que a escola da zona oeste escolheu para disputar o título do segundo grupo, uma homenagem ao jornalista e escritor Sérgio Porto. Com um desfile tecnicamente perfeito a escola conquistou o título e o acesso ao Grupo Especial no ano seguinte.

### Anos 1990
Em 1990 a escola teve seu samba-enredo de maior repercussão: "Os Heróis da Resistência". Em grande parte devido ao intérprete Carlinhos de Pilares. Mais tarde o samba foi gravado na voz de Emílio Santiago. Com um desfile grandioso em homenagem aos criadores do jornal O Pasquim, importante na luta contra a ditadura militar, os Acadêmicos de Santa Cruz não conseguiram se manter no Grupo Especial. O desfile contou com a presença de Adolfo Pérez Esquivel, prêmio Nobel da Paz. No ano de 1991, a escola era favorita mas desfilou às escuras, por conta de um blecaute na Marquês de Sapucaí, onde se apresentava com o enredo "O Boca do Inferno", sobre o poeta baiano Gregório de Mattos e Guerra. O blecaute durou noventa minutos. A escola não foi julgada. Posteriormente ganhou na Justiça o direito de desfilar entre as grandes no carnaval de 1992.
No ano de 1992, o Superior Tribunal de Justiça (STJ), em inédita decisão obrigou a Liesa a deixar que a Acadêmicos de Santa Cruz abrisse o desfile do Grupo Especial. Porém a decisão veio semanas antes do carnaval. O enredo "De quatro em quatro, eu chego lá", dos carnavalescos Albeci Pereira e Ney Ayan, morto em 1991, tentou mostrar a mística do algarismo 4 e sua relação com o homem desde a pré-história. O despreparo da escola para desfilar no grupo de elite era evidente. Com um desfile marcado por atrasos, correria e quebras de carros o rebaixamento era dado como certo na quarta-feira de cinzas.
Em 1993 a Acadêmicos de Santa Cruz conseguiu desenvolver uma mensagem política com propriedade. Financiada pelo Sindicato dos Petroleiros (Sindipetro) e do fundo de pensão da estatal, o Petros, a escola conseguiu defender o monopólio estatal do petróleo com um bom samba. A escola, entretanto, não apresentou o carro abre-alas, fazendo com que o início de seu desfile não causasse tanto impacto. Entre os destaques, o ex-deputado Euzébio Rocha, autor do projeto que instituiu o monopólio da Petrobras em 1953, e Jair Amorim, um dos membros mais antigos do Partido Comunista Brasileiro (PCB) e um dos líderes da campanha "O petróleo é nosso".
No ano seguinte, o enredo abordava as grandes rotas comerciais pelos cinco cantos do mundo. Os comércios da Pérsia, China e Índia foram retratados em carros alegóricos. Para o carnaval de 1995, a Santa Cruz desenvolveu um enredo afro, "Deuses e costumes nas terras de Santa Cruz" que enfocava a música, a dança, a culinária e religiões da cultura africana. O samba foi puxado pela cantora Leci Brandão. No carnaval de 1996, com notas máximas em todos os quesitos a Santa Cruz levou o título do grupo de acesso A. O enredo "Ribalta, sonho, luz e ilusão" agradou os jurados, e enfim veio a vitória. Assim, a escola teve mais uma tentativa de permanecer na elite do carnaval em 1997.
Com "Não Se Vive Sem Bandeira", do carnavalesco Albeci Pereira, a Santa Cruz iniciou a segunda noite de desfiles disposta a se safar das quatro últimas posições que determinavam o rebaixamento. O desfile ficou marcado pela nudez das musas da vinheta de carnaval da Rede Manchete. A sumária fantasia das três madrinhas da bateria, Kelly Cristina, Juli Alves e Marcela Milk teve de ser encoberta por três camisetas da escola, que foram amarradas na cintura das moças, então, liberadas para desfilar. No ano seguinte, o desfile, aguardado com polêmica, se revelou uma bela homenagem ao cantor e compositor do rock nacional Cazuza.
Os desfiles de 1999 e 2000 a escola não obteve a pontuação necessária ao acesso à elite do carnaval carioca. Em 1999, o enredo homenageava o empresário e comunicador Abraham Medina que criou na televisão brasileira o programa Noite de gala - e que fez da rede de eletrodomésticos Rei da Voz um verdadeiro império. Apesar do bom samba, plasticamente a escola desfilou pobre e pouco criativa para contar o enredo. Já no carnaval do ano 2000, a Santa Cruz exaltou a reciclagem do lixo. As fantasias leves facilitavam a evolução do componente. Na apuração, notas baixas nos quesitos enredo e alegorias garantiram apenas a sexta colocação.

### Anos 2000

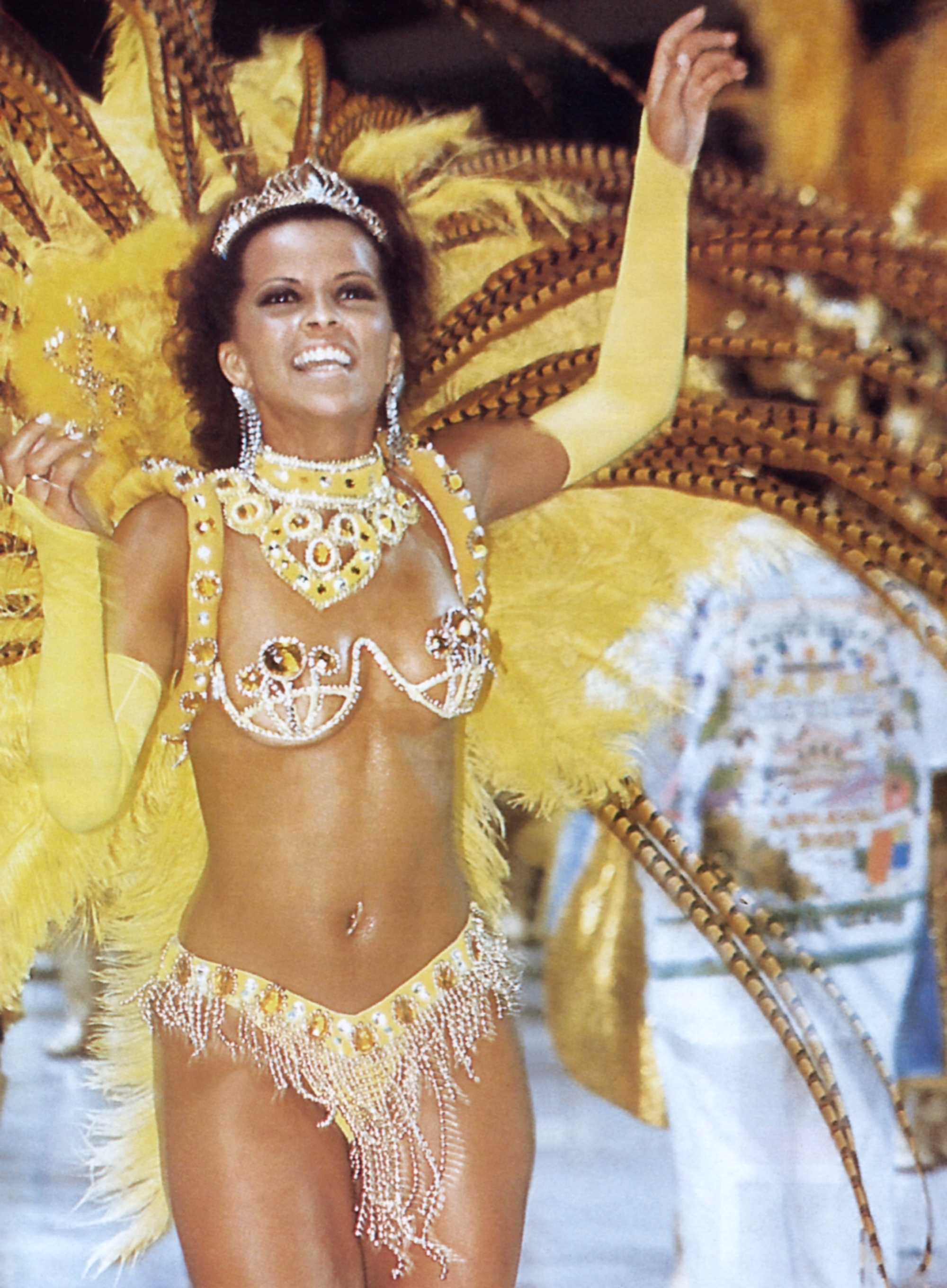
Renata Santos, rainha de bateria da Acadêmicos de Santa Cruz, durante o desfile de 2002. A escola foi campeã do Grupo A.

Em 2001, o desfile foi em homenagem ao ator, compositor e escritor Mário Lago. O artista porém fora proibido pelos médicos de desfilar. O destaque do desfile foram as alas que representavam máquinas de escrever, tesouras (a censura), o Bola Preta, a televisão e o Fluminense, seu time de coração. Por pouco a escola não conseguiu o acesso ao Grupo Especial.
Em 2002, finalmente a escola conseguiu o sonhado retorno ao grupo principal das escolas de samba. Foi a campeã do grupo A com um enredo sobre a história e origem do papel, superando escolas tradicionais como Vila Isabel, Estácio e União da Ilha. Mas a apuração das notas na quarta-feira de cinzas gerou acusações de manipulação de resultados por parte da Unidos de Vila Isabel. A Vila Isabel alegou na Justiça que uma das notas que recebera de uma jurada do desfile tinha sido trocada. Uma liminar favorável à azul-e-branco fez com que ela fosse aclamada campeã do Grupo de Acesso. O suposto erro deu o título de campeã à escola Acadêmicos de Santa Cruz, com um décimo de vantagem sobre a Vila Isabel, segunda colocada.

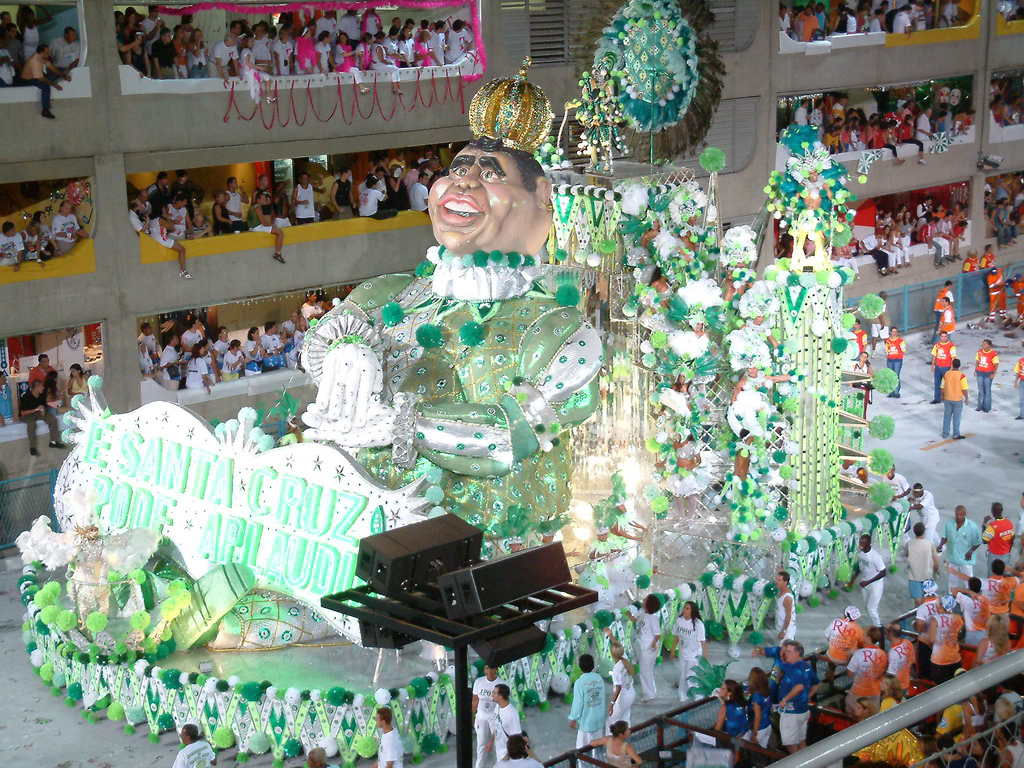
Último carro alegórico do desfile do Carnaval de 2003 pelo Grupo Especial.

 A Santa Cruz em 2003 desfilou com pouco dinheiro, mas mesmo assim, segundo a crítica, fez um ótimo desfile contando a história do teatro pelo mundo com o enredo "Do Universo teatral à Ribalta do Carnaval". Na quarta-feira de cinzas a escola foi rebaixada com apenas uma nota dez dos jurados.
De volta ao Grupo de Acesso, a escola ficou com o vice-campeonato em 2004, com um enredo sobre o bairro de Santa Cruz e toda sua importância histórica para o Brasil. Na concentração, minutos antes do desfile veio a falecer de infarto um dos diretores de bateria. A perda do título veio de um erro da comissão de frente. O intérprete Luizinho Andanças tem o seu talento notadamente reconhecido e é contratado pela Porto da Pedra após o carnaval.
Em 2005 com alegorias grandes, embora sem criatividade, a Santa Cruz contou as conquistas e glórias da cidade do Rio de Janeiro. Com um desfile tecnicamente correto foi apontada entre as possíveis campeãs. No entanto, faltou samba e emoção. Rocinha, União da Ilha e São Clemente foram melhores e a Santa Cruz ficou com o quarto lugar. O samba foi resultado de uma junção entre duas obras empatadas na decisão.

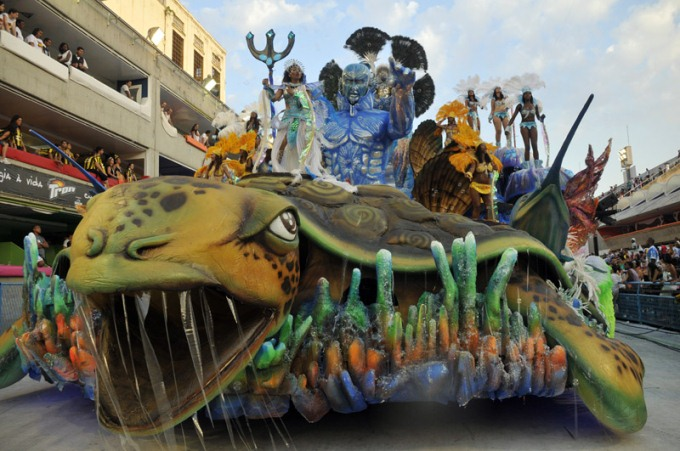
SOS Planeta Terra - Santuário da Vida foi o enredo no carnaval do cinquentenário da escola em 2009.

Em 2006, o enredo sobre a França surgiu em retribuição ao evento cultural Ano do Brasil na França. O patrocínio veio de um grupo de empresários franceses que frequentaram a quadra em inúmeras ocasiões. A escola levou componentes para se apresentar durante o evento na França. A homenagem a França proporcionou um desfile bem tradicional para a Santa Cruz porém não passou todo o luxo e glamour que o enredo pedia. A escola terminou a apuração na sexta posição.
A proposta para 2007 era de uma mudança de estilo. Desvencilhar-se dos enredos históricos que sempre foi a marca da escola. Para isso se deu a contratação de um dos integrantes da vitoriosa comissão de carnaval da Beija-Flor, Fran-Sérgio, para ajudar a compor o enredo sobre o "tempo", já visto algumas vezes na avenida. Também foi contratado uma "voz de peso" para o microfone da escola: David do Pandeiro. Para 2008 a Santa Cruz aceita a proposta da prefeitura de elaborar um enredo temático dos 200 anos da chegada da Família Real Portuguesa ao Brasil, embora já tivesse firmado acordo com a prefeitura de Itaguaí. O enredo, então, conseguiu unir a abertura dos portos, momento da chegada dos portugueses, com a cidade de Itaguaí, que abriga um dos maiores portos da América Latina: o porto de Itaguaí. O samba escolhido foi resultante de uma fusão entre duas parcerias.
O ano de 2009, ano do jubileu de ouro da escola, foi marcado por perdas dentro da agremiação, como a da primeira dama e carnavalesca Rosele Nicolau, dias depois do carnaval. O desfile do ano seguinte acabaria lhe prestando uma homenagem.

### Anos 2010

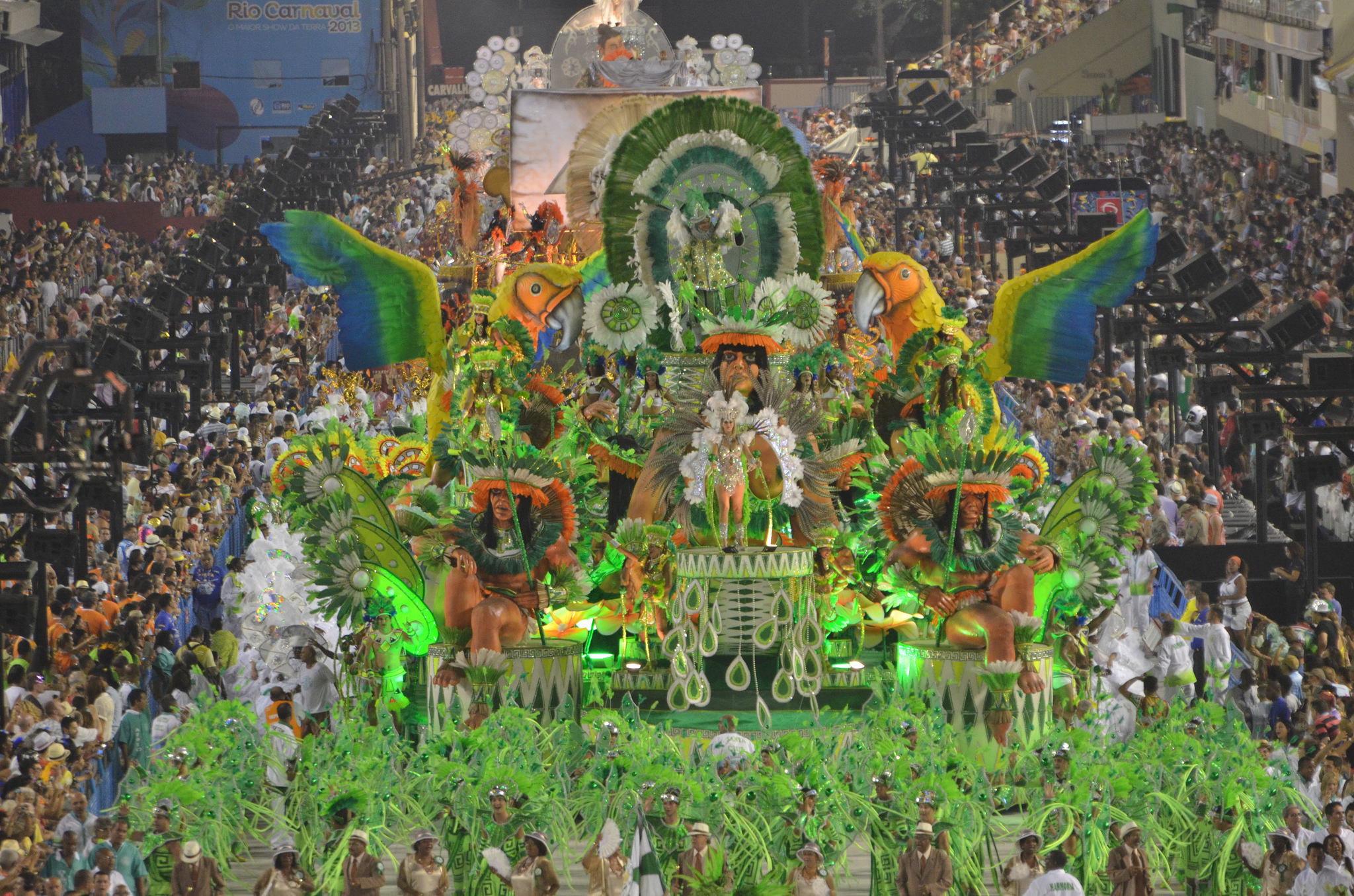
Visão do início de desfile no carnaval 2013.

No carnaval de 2011, a proposta de enredo era voltar no tempo para mostrar as transformações culturais, científicas e políticas dos anos 60. Em 2012 a Santa Cruz homenageou em seu enredo o radialista Antônio Carlos e seu programa nas manhãs do rádio do Brasil. No carnaval de 2013, a Santa Cruz contou com Paulinho Mocidade como puxador de samba, e o retorno de Sylvio Cunha. O enredo contou as lendas do Ceará, como a do Dragão do mar e Iracema. O enredo escolhido para 2014 teve como referência Jundiaí e a qualidade de vida da cidade do interior paulista  com uma proposta de intercâmbio entre o carnaval das duas cidades. Em 2015 levou para a avenida um enredo irreverente em homenagem ao centenário de Grande Otelo.
Para 2016 a grande novidade foi a estreia de Gabby Moura, ex-participante da segunda edição do The Voice Brasil no microfone principal do carro de som juntamente com o intérprete Pavarotti. Mais uma vez apostando na temática ambiental terminou em décimo segundo lugar, mesma colocação de 2017, quando abordou a literatura infantil em seu desfile. Para o carnaval de 2018, a escola aposta no experiente carnavalesco Max Lopes. Para assumir o carro de som, o experiente intérprete Quinho, que fez seu retorno ao carnaval carioca após quatro anos de ausência, e o estreante Roninho, com passagem pelo carro de som da Mocidade Independente. Com o enredo "No voo mágico da esperança, quem acredita sempre alcança" a escola fez um desfile problemático nos quesitos plásticos e de evolução, terminando na décima colocação.

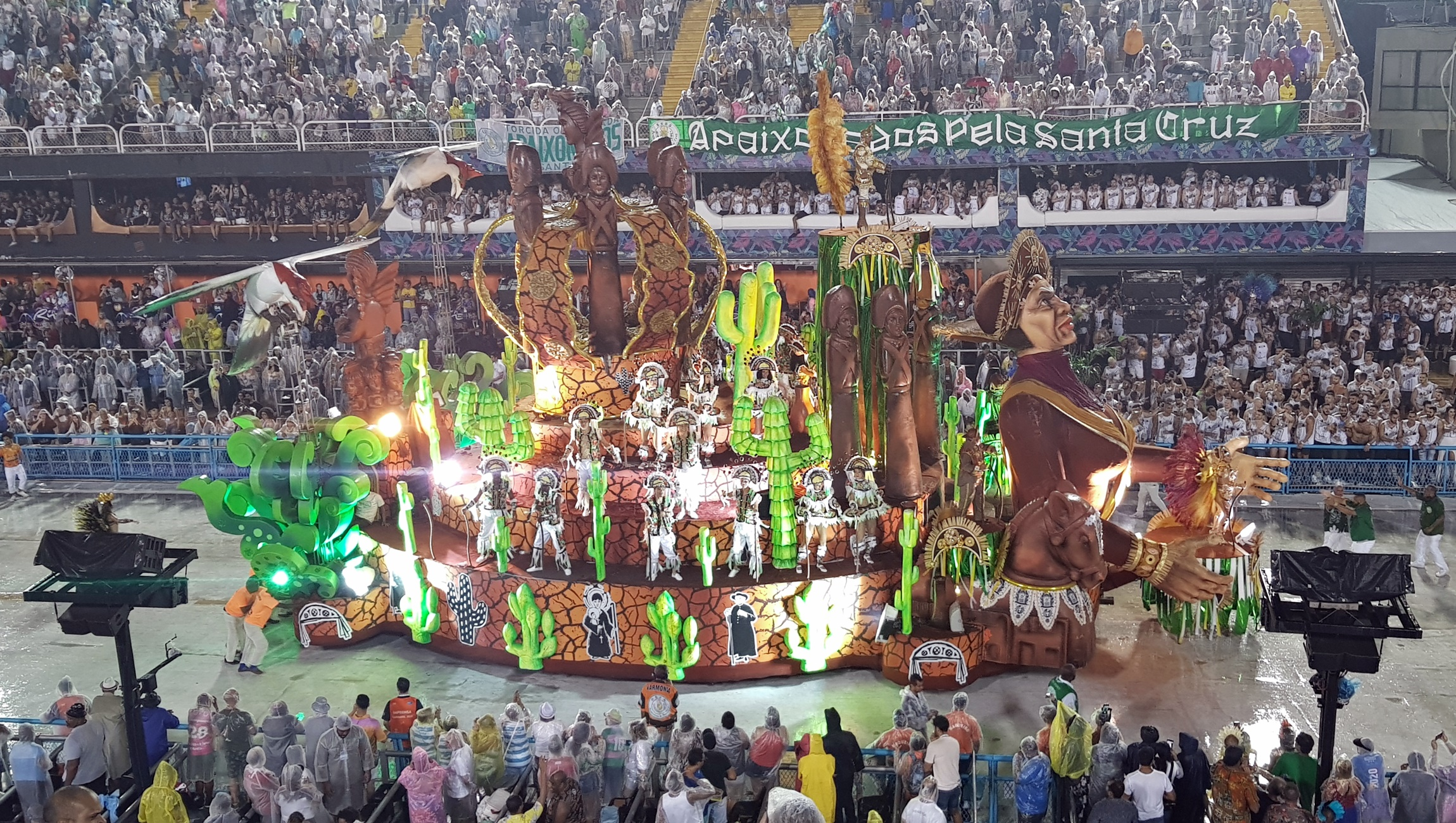
A Torcida Apaixonados pela Santa Cruz marcou presença nas arquibancadas durante o desfile de 2020.

A preparação para o carnaval de 2019 foi bastante conturbada. A escola teve o barracão lacrado por representantes de uma empresa privada, que comprou o terreno que a escola ocupava e teve menos de dois meses para preparar o desfile com a liberação de uso do espaço. O enredo foi uma justa homenagem a atriz Ruth de Souza através do enredo "Ruth de Souza - Senhora liberdade. Abre as asas sobre nós", desenvolvido pelo carnavalesco Cahê Rodrigues, que retornou a Santa Cruz após 16 anos. O samba encomendado, foi considerado um dos melhores do Carnaval. A escola obteve a 5ª colocação ao fim da apuração.
Para 2020, a escola renovou com o carnavalesco Cahê Rodrigues para desenvolver um enredo sobre o município de Barbalha no interior do Ceará através do enredo "Santa Cruz de Barbalha - Um conto popular no Cariri Cearense". O samba foi encomendado aos compositores Elson Ramires, Samir Trindade e Junior Fionda e foi premiado com o Estandarte de Ouro.

### Anos 2020
Devido a pandemia de covid-19, não houve desfiles no ano de 2021. O enredo programado para o carnaval 2021 foi transferido para o ano seguinte: uma homenagem ao ator Milton Gonçalves, de autoria do carnavalesco Cid Carvalho. O samba foi, mais uma vez, encomendado pelos compositores vencedores do prêmio Estandarte de Ouro de melhor samba, no último carnaval. Por decisão de autoridades municipais e sanitárias foi decidido que os desfiles do Carnaval 2022 deviam ser realizados no feriado prolongado de 21 de abril em decorrência da pandemia do coronavírus. O desfile em si não contou com a presença do homenageado. O ator, por motivos de saúde, não pode desfilar. O enredo contou passagens da vida de Milton desde a infância em Monte Santo, Minas Gerais, passando pela início de carreira na cidade de São Paulo, e seu pioneirismo no meio artístico para a negritude, representada por amigos e artistas. Na apuração, o julgamento dos quesitos revelou-se incoerente e bastante tendencioso. O rebaixamento da agremiação juntamente com a Acadêmicos do Cubango foi considerado injusto por parte de escolas de samba co-irmãs e da mídia carnavalesca causando a revolta do público em geral.
Em 2023, a Santa Cruz desfilou pela primeira vez na Intendente Magalhães, disputando a Série Prata, com o enredo "Santa é minha cruz. É luz da preservação. Meu canto é flecha certeira, para findar o pranto da devastação", do carnavalesco Cid Carvalho. Apesar de ser apontada como uma das favoritas ao acesso, a escola terminou na quinta colocação do desfile de sexta-feira. Após o carnaval, Moisés Antônio Coutinho, o Zezo, deixou oficialmente a presidência da Santa Cruz após 25 anos no cargo. Uma nova diretoria foi eleita em maio do mesmo ano, tendo Bianca Canedo como nova presidente, Leonardo de Souza Siqueira "Nego Léo" como vice-presidente e Venilton Stabile Segundo como presidente de honra. Com a posse da nova diretoria, a Santa Cruz iniciou sua preparação para o carnaval 2024, reformulando sua equipe contratando o intérprete Luizinho Andanças, que retorna à escola após 20 anos, para fazer dupla com Roninho.
No carnaval de 2024, a Santa Cruz apresentou mais um desfile forte e competitivo. Com o enredo "As Bruxas estão soltas", o carnavalesco Cid Carvalho buscava uma maior valorização e protagonismo das mulheres na sociedade, tão perseguidas e discriminadas, tal como as bruxas medievais. O desfile teve o canto forte da comunidade e excelência na parte plástica. O abre-alas, em tons de roxo, representava um castelo das bruxas, e impressionava pela riqueza de detalhes e movimentos. Outros destaques foram a comissão de frente, o 1º casal de mestre-sala e porta-bandeira Diego Falcão e Jacqueline e as luxuosas fantasias. A escola precisou correr no fim para não estourar o tempo, comprometendo o quesito evolução. Na apuração das notas, surpreendentemente, a Santa Cruz foi penalizada em 1,0 ponto em obrigatoriedades, o que acabou com qualquer chance de título.

## Segmentos

### Presidentes
| Nome                                   | Mandato                      |
| -------------------------------------- | ---------------------------- |
| Guilherme José de Andrade              | 1959 a 1965                  |
| Abílio Correia de Souza                | maio/1965 a abril/1966       |
| Paulo Emílio Tofani                    | abril/1966 a dezembro/1966   |
| José Ramos Cordeiro                    | dezembro/1966 a maio/1971    |
| Valter Teixeira de Abreu               | maio/1971 a maio/1973        |
| José Giovanini                         | maio/1975 a setembro/1976    |
| Rubens Fausto                          | setembro/1976 a outubro/1978 |
| José Lima Galvão                       | 1978 a 1986                  |
| Arthur Sabino da Costa Filho           | 1987 a 1988                  |
| José Colagrossi Neto "Juca Colagrossi" | 1988 a 1990                  |
| Carlos Alberto Ferreira                | 1991 a 1993                  |
| Arthur Sabino da Costa Filho           | 1993 a 1994                  |
| Edgar Raimundo de Freitas              | 1994 a 1997                  |
| Nicolau Darze                          | 1997 a 1998                  |
| Moisés Antônio Coutinho Filho "Zezo"   | 1998 - 2023                  |
| Leonardo de Souza Siqueira "Nego Léo"  | 2023 - 2025                  |
| Moysés Antônio Coutinho filho "Zezo"   | 2025 -                       |

### Intérpretes

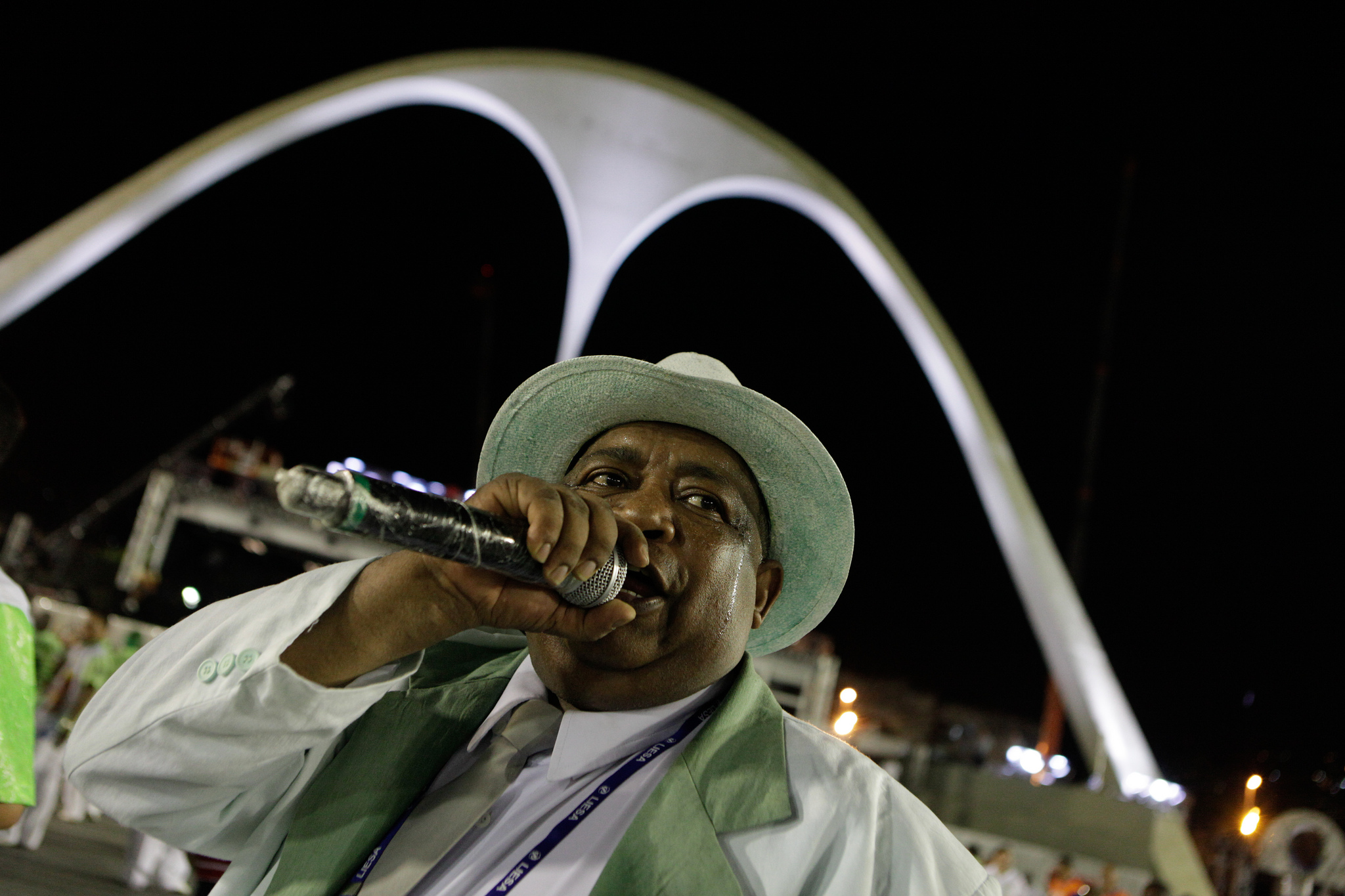
David do Pandeiro foi o intérprete oficial da Santa Cruz por cinco carnavais

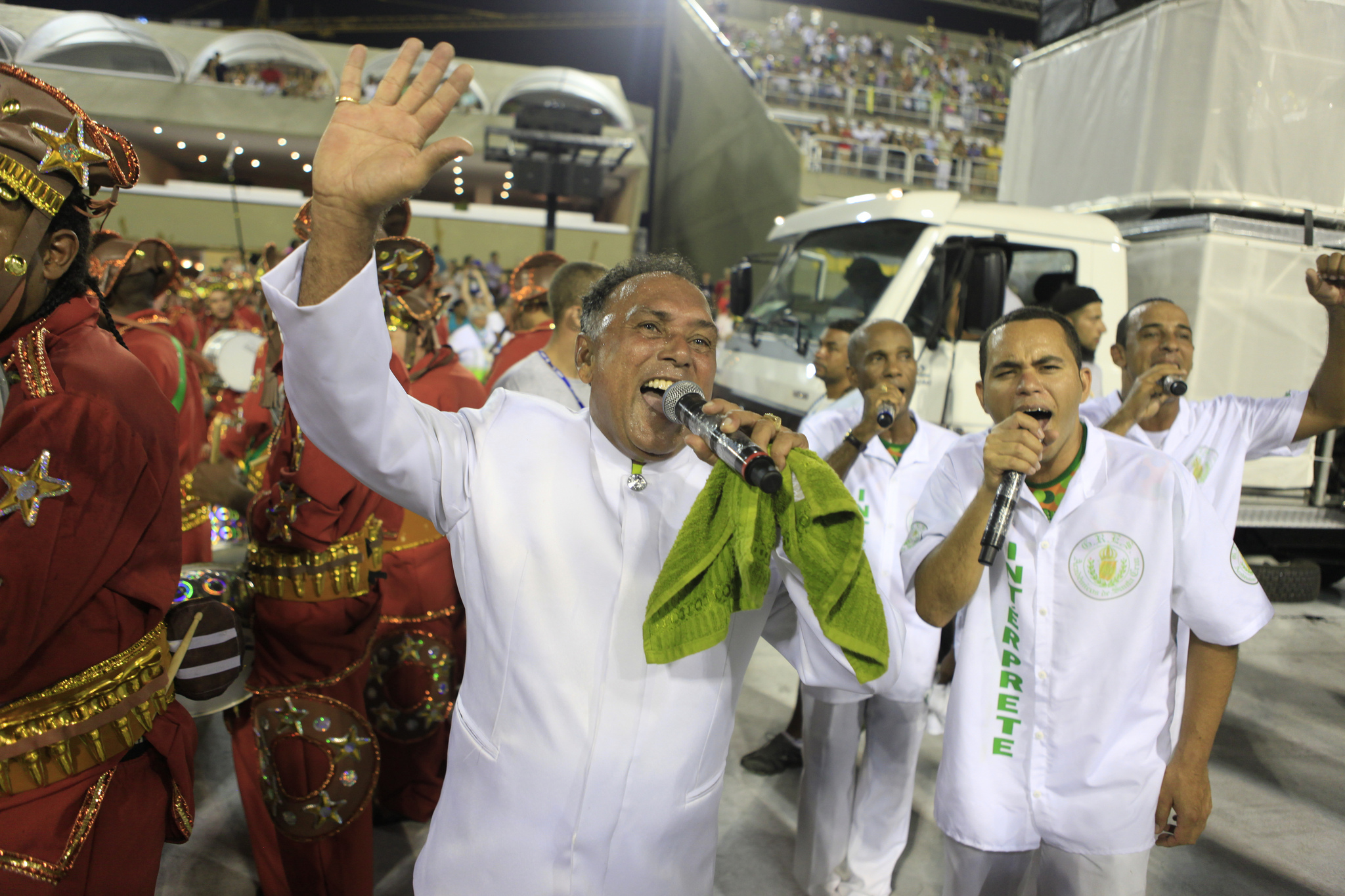
O intérprete Paulinho Mocidade durante o desfile de 2013

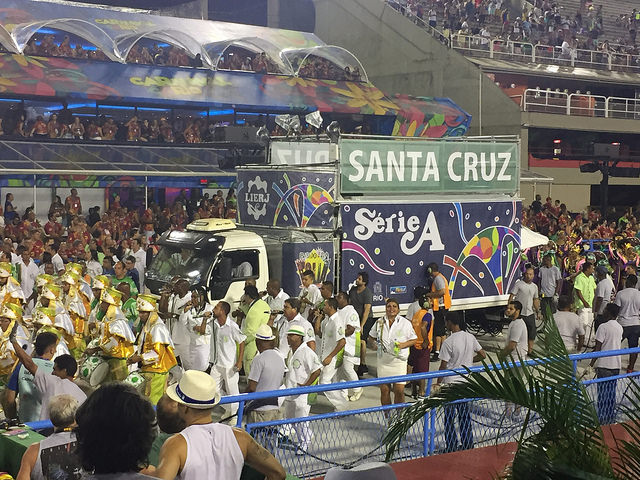
Carro de som da Acadêmicos de Santa Cruz Carnaval 2017

| Carnavais | Intérprete oficial                   |
| --------- | ------------------------------------ |
| 1970–1972 | Valdir Cruz                          |
| 1974      | Coro da escola                       |
| 1975      | Amauri de Castro                     |
| 1976      | Bené                                 |
| 1978      | Dominguinhos do Estácio              |
| 1981–1982 | Quinzinho                            |
| 1983–1984 | Enoque                               |
| 1985–1986 | Aroldo Melodia                       |
| 1987–1988 | Quinzinho                            |
| 1989      | Marcos Moran                         |
| 1990      | Carlinhos de Pilares                 |
| 1991–1993 | Sobrinho                             |
| 1994      | Quinzinho                            |
| 1995      | Leci Brandão                         |
| 1996–1997 | Cláudio Tricolor                     |
| 1998–2000 | Carlinhos de Pilares                 |
| 2001      | Cláudio Tricolor                     |
| 2002–2004 | Luizinho Andanças                    |
| 2005–2006 | Daniel Silva                         |
| 2007–2008 | David do Pandeiro                    |
| 2009      | Celino Dias                          |
| 2010      | Igor Vianna                          |
| 2011–2012 | David do Pandeiro                    |
| 2013–2014 | Paulinho Mocidade                    |
| 2015      | Carlos Pavarotti e David do Pandeiro |
| 2016–2017 | Carlos Pavarotti e Gabby Moura       |
| 2018      | Quinho e Roninho                     |
| 2019-2023 | Roninho                              |
| 2024      | Roninho e Luizinho Andanças          |
| 2025      | Roninho                              |

### Diretores
| Ano       | Diretor de Carnaval                                             | Diretor Geral de Harmonia          |
| --------- | --------------------------------------------------------------- | ---------------------------------- |
| 2009      | Mario José de Siqueira Campos "Zeca"                            | Waldemir Rodrigues de Paula - Mica |
| 2010      | Jorge Hindriches (Alemão)                                       | Canjica e Cachimbo                 |
| 2011-12   | Vladimir Peixoto                                                | Waldemir Rodrigues de Paula - Mica |
| 2013      | Vladimir Peixoto e Lúcio Costa                                  | Carlson Renato (Renatinho)         |
| 2014      | Lúcio Costa                                                     | Carlson Renato (Renatinho)         |
| 2015      | Riec Santos e Lúcio Costa                                       | Carlson Renato (Renatinho)         |
| 2016      | Ricardo Simpatia e Lúcio Costa                                  | Claudio Domicianiano               |
| 2017-2019 | Ricardo Simpatia                                                | Marquinhos Harmonia                |
| 2020-2023 | Ricardo Simpatia                                                | Elson Bragança e Cobrinha          |
| 2024-     | Marquinho Harmonia, Cristiano Amorim, Édson Rosa e Rubens Brito | Wallace Capoeira                   |

### Comissão de Frente

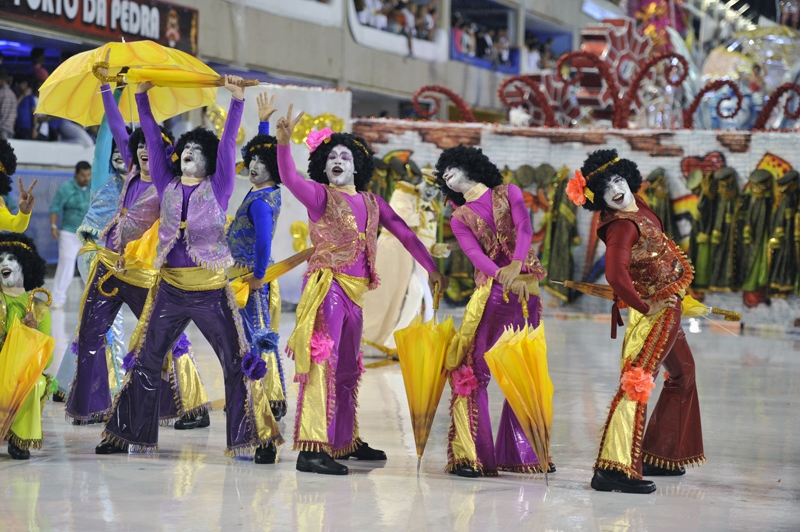
Comissão de frente do desfile de 2011

| Ano               | Coreógrafo                           |
| ----------------- | ------------------------------------ |
| 1990, 1992 e 2002 | Jussara Pádua                        |
| 1997              | Jerônimo                             |
| 2003 - 2016       | Carlinhos Muvuca                     |
| 2017 - 2022       | Marcelo Chocolate e Marcello Moragas |
| 2023 - 2025       | David Lima                           |
| 2025 -            |                                      |

### Casal de Mestre-sala e Porta-bandeira

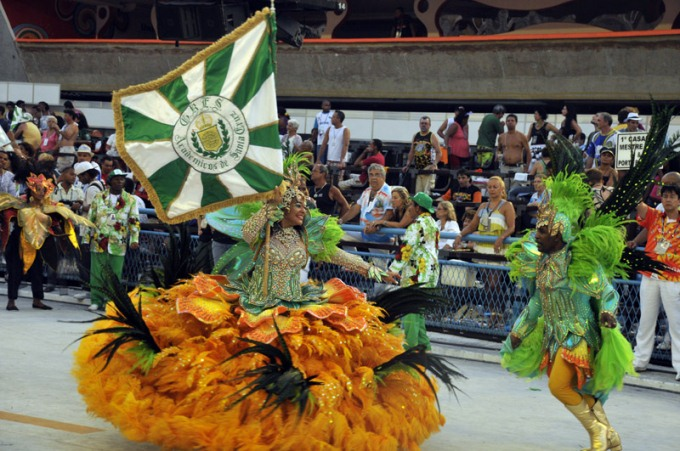
Eduardo Belo e Cíntia defenderam juntos o pavilhão da Santa Cruz por 9 anos seguidos

| Período   | 1º Casal                              |
| --------- | ------------------------------------- |
| 1988      | Periquito e Helena                    |
| 1989      | Jorge Bossa Nova e Gláucia            |
| 1990      | Alex e Irene                          |
| 1991      | Jerônimo e Neide                      |
| 1992      | Élcio PV e Dóris                      |
| 1993-1994 | Alex e Irene                          |
| 1995      | Alexandre e Natalinha                 |
| 1996      | Edimar Araújo e Cínthia Ribeiro       |
| 1997      | Vandeli e Cínthia Ribeiro             |
| 1998      | Eduardo Belo e Cínthia Ribeiro        |
| 1999-2001 | Eduardo Belo e Gizele                 |
| 2002-2010 | Eduardo Belo e Cínthia Ribeiro        |
| 2011      | Eduardo Belo e Thayanne Loureiro      |
| 2012-2013 | Eduardo Belo e Thaísa Azevedo         |
| 2014      | Róbson Sensação e Ana Paula           |
| 2015      | Mosquito e Luana                      |
| 2016-2017 | Mosquito e Roberta Freitas            |
| 2018      | Rogerinho Dornelles e Roberta Freitas |
| 2019-2023 | Muskito e Roberta Freitas             |
| 2024-     | Diego Falcão e Jackeline Gomes        |

| Período   | 2º Casal                         |
| --------- | -------------------------------- |
| 1990      | Marco Aurélio e Natália          |
| 1994      | Natalinha e Rogério              |
| 1995      | Mauro e Gizele                   |
| 1997-1998 | Marquinhos Sorriso e Gizele      |
| 1999-2002 | José Mauro e Sheila              |
| 2003-2004 | José Mauro e Fátima              |
| 2005-2006 | José Mauro e Andressa Dornelles  |
| 2007-2011 | José Mauro e Thaísa Azevedo      |
| 2012      | José Mauro e Sheila              |
| 2013-2015 | José Mauro e Nathália Freire     |
| 2016      | José Mauro e Edna Ramos          |
| 2017-2022 | José Mauro e Mayara Bombom       |
| 2023      | Leandro Vinícius e Paloma Ramos  |
| 2024      | Leandro Vinícius e Mayara Bombom |

### Corte de Bateria

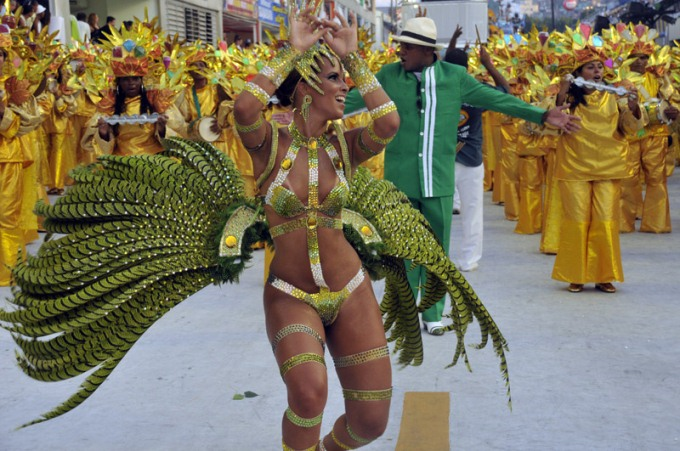
Renata Santos foi Rainha de Bateria por 10 anos consecutivos

| Período   | Mestre                     |
| --------- | -------------------------- |
| 1962-1990 | Mestre Áureo               |
| 1991      | Mestre Áureo e José Carlos |
| 1992      | Mestre Bira                |
| 1993      | Mestre Áureo               |
| 1994      | Mestre Bira                |
| 1995      | Mestre Jorjão              |
| 1996      | Mestre Paulinho            |
| 1997      | Mestre Odilon e Pelé       |
| 1998–2006 | Mestre Marquinhos          |
| 2007–2008 | Rafael Queiroz e Gustavo   |
| 2009–2014 | Rafael Queiroz             |
| 2015–     | Mestre Riquinho            |

| Período   | Rainha            | Princesa                               |
| --------- | ----------------- | -------------------------------------- |
| 1988      | Diana Burle       |                                        |
| 1989–1992 | Vera Benévolo     |                                        |
| 1995–1996 | Lorena Macedo     |                                        |
| 1997      | Lorena Macedo     | Marcela Milk Juli Alves Kelly Cristina |
| 1998      | Paula Burlamaqui  |                                        |
| 1999      | Alessandra        |                                        |
| 2000–2004 | Renata Santos     |                                        |
| 2005      | Renata Santos     | Mariah de Oliveira                     |
| 2006–2009 | Renata Santos     | Larissa Nicolau                        |
| 2010–2016 | Jaqueline Maia    | Larissa Nicolau                        |
| 2017–2022 | Larissa Nicolau   |                                        |
| 2023–     | Letícia Guimarães |                                        |

## Carnavais
| Santa Cruz | Santa Cruz | Santa Cruz | Santa Cruz | Santa Cruz | Santa Cruz           |
| Ano | Colocação | Divisão | Enredo | Carnavalesco | Ref.                 |
| --- | --- | --- | --- | --- | -------------------- |
| 1960 | Vice-campeã | Santa Cruz | "Nero, o Imperador" (Samba-enredo composto por: Neto) | Abílio Correia de Souza                                                                                                | [ 81 ] [ 82 ] [ 83 ] |
| 1961 | Campeã | Santa Cruz | "Grandes vultos" (Samba-enredo composto por: Abílio Correia de Souza) | Abílio Correia de Souza                                                                                                | [ 81 ] [ 82 ] [ 83 ] |
| 1962 | Campeã | Santa Cruz | "O Baile da Família Imperial" (Samba-enredo composto por: Abílio Correia de Souza) | Abílio Correia de Souza                                                                                                | [ 81 ] [ 82 ] [ 83 ] |
| 1963 | Campeã | Grupo 3 (Terceira divisão)                                                                                             | "Rio de outras eras" (Samba-enredo composto por: Walter Cruz) | Joceil Vargas | [ 81 ] [ 82 ] [ 83 ] |
| 1964 | 5.º Lugar | Grupo 2 (Segunda divisão)                                                                                              | "Costumes e tradições da Bahia" (Samba-enredo composto por: Walter Cruz e Abílio Correia de Souza) | Joceil Vargas | [ 81 ] [ 82 ] [ 83 ] |
| 1965 | Campeã | Grupo 2 (Segunda divisão)                                                                                              | "Rio, quatro séculos de glórias" (Samba-enredo composto por: Walter Cruz, Tião da Roça e Pedrinho) | Joceil Vargas | [ 81 ] [ 82 ] [ 83 ] |
| 1966 | 9.º Lugar (Rebaixada)                                                                                                  | Grupo 1 (Primeira divisão)                                                                                             | "Epopéia de uma raça" (Samba-enredo composto por: Walter Cruz) | Joceil Vargas | [ 81 ] [ 82 ] [ 83 ] |
| 1967 | 5.º Lugar | Grupo 2 (Segunda divisão)                                                                                              | "Núpcias Imperiais" (Samba-enredo composto por: Walter Cruz) | Joceil Vargas | [ 81 ] [ 82 ] [ 83 ] |
| 1968 | 5.º Lugar | Grupo 2 (Segunda divisão)                                                                                              | "Moedas e medalhas do Brasil" (Samba-enredo composto por: Walter Cruz) | Joceil Vargas | [ 81 ] [ 82 ] [ 83 ] |
| 1969 | Campeã | Grupo 2 (Segunda divisão)                                                                                              | "O Rio dos vice-reis" (Samba-enredo composto por: Rubens Fausto (Rubinho) e Paulo Fernandes Lima (Paulinho)) | Wilson Paixão | [ 81 ] [ 82 ] [ 83 ] |
| 1970 | 10.º Lugar (Rebaixada)                                                                                                 | Grupo 1 (Primeira divisão)                                                                                             | "Bravura, amor e beleza da mulher brasileira" (Samba-enredo composto por: Rubens Fausto e Paulo Fernandes Lima) | Joceil Vargas | [ 81 ] [ 82 ] [ 83 ] |
| 1971 | 9.º Lugar | Grupo 2 (Segunda divisão)                                                                                              | "Três fases da poesia" (Samba-enredo composto por: José Carlos Silva (Zé Carlão) e Jaci da Silva (Campo Grande)) | Wilson Paixão | [ 81 ] [ 82 ] [ 83 ] |
| 1972 | 12.º Lugar (Rebaixada)                                                                                                 | Grupo 2 (Segunda divisão)                                                                                              | "Brasil folclórico" (Samba-enredo composto por: Waldir Cruz) | Wilson Paixão | [ 81 ] [ 82 ] [ 83 ] |
| 1973 | Campeã | Grupo 3 (Terceira divisão)                                                                                             | "O Rio de todos os tempos" (Samba-enredo composto por: Rubens Fausto (Rubinho) e Paulo Fernandes Lima (Paulinho)) | Wilson Paixão | [ 81 ] [ 82 ] [ 83 ] |
| 1974 | 8.º Lugar | Grupo 2 (Segunda divisão)                                                                                              | "O rouxinol da canção brasileira" (Samba-enredo composto por: Luiz e Valdir Cruz) | Wilson Paixão | [ 81 ] [ 82 ] [ 83 ] |
| 1975 | 9.º Lugar | Grupo 2 (Segunda divisão)                                                                                              | "Bahia de São Salvador, tenda dos milagres" (Samba-enredo composto por: José Carlos e Da Cruz) | Wilson Paixão | [ 81 ] [ 82 ] [ 83 ] |
| 1976 | 17.º Lugar (Rebaixada)                                                                                                 | Grupo 2 (Segunda divisão)                                                                                              | "Brasília, sonho imperial, realidade nacional" (Samba-enredo composto por: Bené) | Wilson Paixão | [ 81 ] [ 82 ] [ 83 ] |
| 1977 | 4.º Lugar (Acesso) | Grupo 3 (Terceira divisão)                                                                                             | "Luar do Sertão" (Samba-enredo composto por: Cesário, Paulinho, Grijó e Carlinhos 18) | Aganipe Guimarães | [ 81 ] [ 82 ] [ 83 ] |
| 1978 | 16.º Lugar | Grupo 2 (Segunda divisão)                                                                                              | "Carlos Gomes, o mestre da musicologia nacional" (Samba-enredo composto por: Jotabê) | Aganipe Guimarães | [ 81 ] [ 82 ] [ 83 ] |
| 1979 | 8.º Lugar | Grupo 2A (Terceira divisão)                                                                                            | "Afro-brasileiro e seu mundo maravilhoso" (Samba-enredo composto por: Enoque e Zequinha) | José Lima Galvão | [ 81 ] [ 82 ] [ 83 ] |
| 1980 | Campeã | Grupo 2A (Terceira divisão)                                                                                            | "Um domingo na Quinta da Boa Vista" (Samba-enredo composto por: Valdecir dos Santos, Agostinho Laurentino e Helson de Souza) | José Lima Galvão | [ 81 ] [ 82 ] [ 83 ] |
| 1981 | 6.º Lugar | Grupo 1B (Segunda divisão)                                                                                             | "Amazonas, verde que te quero verde" (Samba-enredo composto por: Valdecir, Zé Carlos e Agostinho) | José Lima Galvão | [ 81 ] [ 82 ] [ 83 ] |
| 1982 | 3.º Lugar | Grupo 1B (Segunda divisão)                                                                                             | "Braguinha, carnaval de sonho" (Samba-enredo composto por: Zé Carlão, Doda e Lavoura) | José Lima Galvão e Lucas Pinto                                                                                         | [ 81 ] [ 82 ] [ 83 ] |
| 1983 | 3.º Lugar | Grupo 1B (Segunda divisão)                                                                                             | "Uma andorinha só não faz verão" (Samba-enredo composto por: Enoque, Helson, Netinho e Alexandre) | José Lima Galvão | [ 81 ] [ 82 ] [ 83 ] |
| 1984 | Vice-campeã (Acesso)                                                                                                   | Grupo 1B (Segunda divisão)                                                                                             | "Acima da coroa de um rei, só um Deus" (Samba-enredo composto por: Enoque, Netinho, Thiago e Henri) | José Lima Galvão | [ 81 ] [ 82 ] [ 83 ] |
| 1984 | 8.º Lugar | Supercampeonato | "Acima da coroa de um rei, só um Deus" (Samba-enredo composto por: Enoque, Netinho, Thiago e Henri) | José Lima Galvão | [ 81 ] [ 82 ] [ 83 ] |
| 1985 | 14.º Lugar (Rebaixada)                                                                                                 | Grupo 1A (Primeira divisão)                                                                                            | "Ibrahim, de leve eu chego lá" (Samba-enredo composto por: Zé de Angola e Grajaú) | José Lima Galvão e Viriato Ferreira                                                                                    | [ 81 ] [ 82 ] [ 83 ] |
| 1986 | 8.º Lugar | Grupo 1B (Segunda divisão)                                                                                             | "E você, o que é que dá?" (Samba-enredo composto por: Aroldo Melodia, N’Angelo, Renato Nobre, Maya, Nilson, Colored e Brucutu) | Gil Ricon | [ 81 ] [ 82 ] [ 83 ] |
| 1987 | 4.º Lugar | Grupo 2 (Segunda divisão)                                                                                              | "Quem espera só se cansa" (Samba-enredo composto por: Noé Angelo, Renato Nobre, Almir Antunes, Barbosinha) | Luiz Fernando Reis | [ 81 ] [ 82 ] [ 83 ] |
| 1988 | 5.º Lugar | Grupo 2 (Segunda divisão)                                                                                              | "Como se bebe nessa Terra" (Samba-enredo composto por: Mocinho, Fuguete, Quinha e Zezé do Cavaco) | Luiz Fernando Reis | [ 81 ] [ 82 ] [ 83 ] |
| 1989 | Campeã | Grupo 2 (Segunda divisão)                                                                                              | "Stanislaw, uma história sem final" (Samba-enredo composto por: Nei, Daguinho, Edinho e Cuca) | José Felix | [ 81 ] [ 82 ] [ 83 ] |
| 1990 | 15.º Lugar (Rebaixada)                                                                                                 | Grupo Especial (Primeira divisão)                                                                                      | "Os Heróis da Resistência" (Samba-enredo composto por: Zé Carlos, Carlos Henri, Carlinhos de Pilares, Doda, Mocinho e Luís Sérgio) | José Félix | [ 81 ] [ 82 ] [ 83 ] |
| 1991 | Não foi julgada | Grupo A (Segunda divisão)                                                                                              | "O Boca do Inferno" (Samba-enredo composto por: Tião da Roça, Doda, Luiz Sérgio, Mocinho, Giovanni e Carlos Henry) | José Félix | [ 81 ] [ 82 ] [ 83 ] |
| 1992 | 15.º Lugar (Rebaixada)                                                                                                 | Grupo Especial (Primeira divisão)                                                                                      | "De quatro em quatro, eu chego lá" (Samba-enredo composto por: Ney, Brucutu, Jaime, Da Roça, Geovani e Luiz Carlos) | Albeci Pereira e Ney Ayan                                                                                              | [ 81 ] [ 82 ] [ 83 ] |
| 1993 | 4.º Lugar | Grupo A (Segunda divisão)                                                                                              | "Quo vadis? Meu negro de ouro" (Samba-enredo composto por: Doda, Zé Carlos, Carlos Henry, Luis Sérgio, Mocinho e Carlinho 18) | Lucas Pinto | [ 81 ] [ 82 ] [ 83 ] |
| 1994 | 7.º Lugar | Grupo A (Segunda divisão)                                                                                              | "Na rota dos mercadores" (Samba-enredo composto por: João Lacerda, Walter Cruz, Waldir Cruz, Íris Felix) | Albeci Pereira | [ 81 ] [ 82 ] [ 83 ] |
| 1995 | 5.º Lugar | Grupo A (Segunda divisão)                                                                                              | "Deuses e costumes nas Terras de Santa Cruz" (Samba-enredo composto por: Agostinho e Hugo Reis) | Albeci Pereira | [ 81 ] [ 82 ] [ 83 ] |
| 1996 | Campeã | Grupo A (Segunda divisão)                                                                                              | "Ribalta, luz, sonho e ilusão" (Samba-enredo composto por: Hugo Reis) | Albeci Pereira | [ 81 ] [ 82 ] [ 83 ] |
| 1997 | 14.º Lugar (Rebaixada)                                                                                                 | Grupo Especial (Primeira divisão)                                                                                      | "Não se vive sem bandeira" (Samba-enredo composto por: Carroça, Pepê e Carlinhos 18) | Albeci Pereira | [ 81 ] [ 82 ] [ 83 ] |
| 1998 | 3.º Lugar | Grupo A (Segunda divisão)                                                                                              | "O exagerado Cazuza, nas terras de Santa Cruz" (Samba-enredo composto por: José Luiz e Cláudio Carioca) | Fábio Ancillotti e Gebran Smera                                                                                        | [ 81 ] [ 82 ] [ 83 ] |
| 1999 | 4.º Lugar | Grupo A (Segunda divisão)                                                                                              | "Abraham Medina - Em noite de gala" (Samba-enredo composto por: Pepê, Carroça, Marcelo Porquinho e Charuto) | Fábio Ancillotti e Lucas Pinto                                                                                         | [ 81 ] [ 82 ] [ 83 ] |
| 2000 | 6.º Lugar | Grupo A (Segunda divisão)                                                                                              | "Brasil: Do extrativismo à reciclagem, 500 anos de riquezas" (Samba-enredo composto por: Dito Foguete e Carlinhos Moleque) | Fernando Alvarez | [ 81 ] [ 82 ] [ 83 ] |
| 2001 | 3.º Lugar | Grupo A (Segunda divisão)                                                                                              | "Mário Lago - Na rolança do tempo, uma vida de histórias" (Samba-enredo composto por: Da Roça, Luiz Carlos Fininho, Henri, Ditão e Luizinho Andanças) | Fernando Alvarez | [ 81 ] [ 82 ] [ 83 ] |
| 2002 | Campeã | Grupo A (Segunda divisão)                                                                                              | "Papel - Das origens à folia - História, arte e magia" (Samba-enredo composto por: Doutor, Jorge Charuto, Eli Penteado, Fernando de Lima e Pepê) | Fernando Alvarez | [ 81 ] [ 82 ] [ 83 ] |
| 2003 | 14.º Lugar (Rebaixada)                                                                                                 | Grupo Especial (Primeira divisão)                                                                                      | "Do universo teatral à ribalta do carnaval" (Samba-enredo composto por: Doutor, Eli Penteado, Jorge Charuto, Marquinho Bombeiro e Fernando de Lima) | Comissão de Carnaval (Cahê Rodrigues, Rosele Nicolau e Munir Nicolau)                                                  | [ 81 ] [ 82 ] [ 83 ] |
| 2004 | Vice-campeã | Grupo A (Segunda divisão)                                                                                              | "Nas páginas do Brasil, Santa Cruz escreveu sua história" (Samba-enredo composto por: Ditão, Marquinho Bombeiro, Doutor, Eli Penteado e Fernando de Lima) | Comissão de Carnaval (Rosele Nicolau, Munir Nicolau e Alan Castilho)                                                   | [ 81 ] [ 82 ] [ 83 ] |
| 2005 | 4.º Lugar | Grupo A (Segunda divisão)                                                                                              | "Rio - conquistas e glórias de uma cidade de histórias" (Samba-enredo composto por: Ditão, Marquinho Bombeiro, Doutor, Eli Penteado, Fernando de Lima, J. Charuto, M. Borboleta, Careca, Rafael e Valdir Paiva) | Comissão de Carnaval (Rosele Nicolau, Munir Nicolau, André Marins e Jack Vasconcelos)                                  | [ 81 ] [ 82 ] [ 83 ] |
| 2006 | 6.º Lugar | Grupo A (Segunda divisão)                                                                                              | "Liberdade, igualdade, fraternidade - Um sonho chamado França" (Samba-enredo composto por: Doutor, Marquinhos Bombeiro, Ditão, Eli Penteado e Fernando de Lima) | Comissão de Carnaval (Rosele Nicolau, Munir Nicolau, André Marins e Fran-Sérgio)                                       | [ 81 ] [ 82 ] [ 83 ] |
| 2007 | 3.º Lugar | Grupo A (Segunda divisão)                                                                                              | "O tempo que o tempo tem" (Samba-enredo composto por: Marcelo Borboleta, Charuto, Ditão, Valdir e Fernando de Lima) | Comissão de Carnaval (Rosele Nicolau, Munir Nicolau e Fran-Sérgio)                                                     | [ 81 ] [ 82 ] [ 83 ] |
| 2008 | 3.º Lugar | Grupo A (Segunda divisão)                                                                                              | "Da abertura dos portos à Cidade do Porto, Itaguaí - Uma história real" (Samba-enredo composto por: Melo, Foca, Hipólito, Lelê, Márcio Bombeiro, Marcelo Borboleta, Charuto, Ditão, Valdir e Fernando de Lima) | Comissão de Carnaval (Rosele Nicolau, Munir Nicolau, Fran-Sérgio e Ricardo Dennis)                                     | [ 81 ] [ 82 ] [ 83 ] |
| 2009 | 6.º Lugar | Grupo A (Segunda divisão)                                                                                              | "SOS Planeta Terra - Santuário da vida" (Samba-enredo composto por: Marcelo Borboleta, Charuto, Xerú, Bolão e Macumbinha) | Comissão de Carnaval (Rosele Nicolau, Munir Nicolau, Ricardo Dennis e André Marins)                                    | [ 81 ] [ 82 ] [ 83 ] |
| 2010 | 4.º Lugar | Grupo A (Segunda divisão)                                                                                              | "Nos passos do compasso" (Samba-enredo composto por: Doutor, Ditão, Bolão, Macumbinha e Fernando de Lima) | Comissão de Carnaval (André Marins, Munir Nicolau, Ricardo Dennis e Carlinhos Muvuca)                                  | [ 81 ] [ 82 ] [ 83 ] |
| 2011 | 5.º Lugar | Grupo A (Segunda divisão)                                                                                              | "Paz e amor, o sonho não acabou..." (Samba-enredo composto por: Jorge Charuto, Ditão, Felipe Antunes, Doutor e Fernando de Lima) | Comissão de Carnaval (Orlando Júnior, Munir Nicolau e Carlinhos Muvuca)                                                | [ 81 ] [ 82 ] [ 83 ] |
| 2012 | 6.º Lugar | Grupo A (Segunda divisão)                                                                                              | "Nas ondas do rádio... Acorda Brasil para escutar! O show do Antônio Carlos está no ar" (Samba-enredo composto por: Charuto, Marcelo Borboleta, Ivan Ribeiro, Doutor e Fernando de Lima) | Lane Santana | [ 81 ] [ 82 ] [ 83 ] |
| 2013 | 10.º Lugar | Série A (Segunda divisão)                                                                                              | "O dragão do mar e a lenda do Ceará" (Samba-enredo composto por: Charuto, Doutor, Fernando de Lima, Ivan Ribeiro e Marcelo) Borboleta | Sylvio Cunha | [ 81 ] [ 82 ] [ 83 ] |
| 2014 | 12.º Lugar | Série A (Segunda divisão)                                                                                              | "Do toque do criador à cidade saudável do Brasil - Jundiaí, uma referência nacional" (Samba-enredo composto por: Preguinho, Léo do Tamborim, Douglas Ramos, Robinho do Cavaco e Rodolfo Frez) | Daniel Ghanem e Munir Nicolau                                                                                          | [ 84 ]               |
| 2015 | 10.º Lugar | Série A (Segunda divisão)                                                                                              | "O pequeno menino se tornou Grande Otelo" (Samba-enredo composto por: Zieco Santa Cruz, Roni Remandiola, De Araújo, Marquinho Beija-Flor, Zé Glória e Dudu da Tijuca) | Comissão de Carnaval (Lane Santana, Flávio Campello, Munir Nicolau e Bruno Faleiro)                                    | [ 81 ] [ 82 ] [ 83 ] |
| 2016 | 12.º Lugar | Série A (Segunda divisão)                                                                                              | "Diz mata! Digo verde. A natureza veste a incerteza. E o amanhã? (O clamor da floresta)" (Samba-enredo composto por: Zé Gloria, André Felix, Júnior, Marquinho Beija-flor, Roni Remandiola, Betinho, De Araújo e J. Giovanni) | Comissão de Carnaval (Lane Santana, Munir Nicolau e Lucas Pinto)                                                       | [ 81 ] [ 82 ] [ 83 ] |
| 2017 | 12.º Lugar | Série A (Segunda divisão)                                                                                              | "Vou levar somente o que couber no bolso e no coração... Uma viagem de sabedoria além da imaginação" (Samba-enredo composto por: Cláudio Russo, Fernando de Lima, Tatiane Abrantes, Zé Gloria, Preguinho, Zé Luiz, Roninho Caetano, André Felix, Rafael Lima, Jorge Maia, Jack Topete, Gil Lessa, Claudio Brow, Henrique Negão, Renatinho do Batuque e Junior Pitbull) | Comissão de carnaval (Lane Santana, Munir Nicolau e Wladimir Morellembaumm)                                            | [ 81 ] [ 82 ] [ 83 ] |
| 2018 | 10.º Lugar | Série A (Segunda divisão)                                                                                              | "No voo mágico da Esperança, quem acredita, sempre alcança" (Samba-enredo composto por: Preguinho, Tatiane Abrantes, Claudio Mattos e Quinho) | Max Lopes | [ 85 ] [ 82 ]        |
| 2019 | 5.º Lugar | Série A (Segunda divisão)                                                                                              | "Ruth de Souza – Senhora liberdade. Abre as asas sobre nós!" (Samba-enredo composto por: Samir Trindade, Elson Ramirez e Junior Fionda) | Cahê Rodrigues | [ 86 ]               |
| 2020 | 7.º Lugar | Série A (Segunda divisão)                                                                                              | "Santa Cruz de Barbalha - Um conto popular no Cariri Cearense" (Samba-enredo composto por: Samir Trindade, Elson Ramirez, Junior Fionda e Rildo Seixas ) | Cahê Rodrigues | [ 87 ]               |
| Inicialmente adiados para o mês de julho, os desfiles do Carnaval 2021 foram cancelados devido a pandemia de Covid-19. | Inicialmente adiados para o mês de julho, os desfiles do Carnaval 2021 foram cancelados devido a pandemia de Covid-19. | Inicialmente adiados para o mês de julho, os desfiles do Carnaval 2021 foram cancelados devido a pandemia de Covid-19. | Inicialmente adiados para o mês de julho, os desfiles do Carnaval 2021 foram cancelados devido a pandemia de Covid-19. | Inicialmente adiados para o mês de julho, os desfiles do Carnaval 2021 foram cancelados devido a pandemia de Covid-19. | [ 88 ]               |
| 2022 | 14.º Lugar (Rebaixada)                                                                                                 | Série Ouro (Segunda divisão)                                                                                           | "Axé! Milton Gonçalves no Catupé da Santa Cruz" (Samba-enredo composto por: Samir Trindade, Júnior Fionda, Elson Ramires e Rildo Seixas) | Cid Carvalho | [ 89 ] [ 90 ]        |
| 2023 | 5.º Lugar | Série Prata (Sexta-feira) (Terceira divisão)                                                                           | "Santa é minha cruz. É luz da preservação. Meu canto é flecha certeira, para findar o pranto da devastação" (Samba-enredo composto por: Zé Glória, J. Giovanni, Zieco Santa Cruz, Marquinho Bombeiro, Cláudio Brown, Elias Andrade, Robinho Ki Samba, Zezé, Jorge Maia, Júnior Boboda e Rafael Lima)                                                                   | Cid Carvalho | [ 91 ] [ 92 ] [ 93 ] |
| 2024 | 9.º Lugar | Série Prata (Terça-feira) (Terceira divisão)                                                                           | "As Bruxas Estão Soltas!" (Samba-enredo composto por: M. Glacê, Ditão, Charuto, M. Borboleta, Marquinho Bombeiro, Igor, Mathias, Eduardo Sítio Eu e Ela, Mel e Fernando de Lima) | Cid Carvalho | [ 94 ] [ 95 ] [ 96 ] |
| 2025 | 5.º Lugar | Série Prata (Segunda-feira) (Terceira divisão)                                                                         | Os Sagrados Altares Tupiniquins (Samba-enredo composto por: Elias Andrade, Rafael Lima, Samir Trindade, Aurélio Brito, Zé Gloria, Pierre Perez, Luiz Brasilia e Carla da Barreira) | Cid Carvalho | [ 97 ] [ 98 ]        |
| 2026 | | Série Prata (Terceira divisão)                                                                                         | | |                      |

## Títulos
| Títulos da Santa Cruz | Títulos da Santa Cruz | Títulos da Santa Cruz | Títulos da Santa Cruz        | Títulos da Santa Cruz |
| --------------------- | --------------------- | --------------------- | ---------------------------- | --------------------- |
| Divisão               | Divisão               | Títulos               | Carnavais                    | Referência            |
|                       | (Segunda Divisão)     | 5                     | 1965, 1969, 1989, 1996, 2002 | [ 99 ]                |
|                       | (Terceira Divisão)    | 3                     | 1963, 1973, 1980             | [ 99 ]                |

## Premiações
Prêmios recebidos pelo GRES Acadêmicos de Santa Cruz.
| Ano  | Prêmio               | Categoria / premiados | Divisão        | Ref.            |
| ---- | -------------------- | --- | -------------- | --------------- |
| 1990 | Estandarte de Ouro   | Mestre-sala (Alex) | Grupo Especial | [ 100 ]         |
| 1991 | Estandarte de Ouro   | Samba-enredo do Grupo A (Atual Série A) ("O Boca do Inferno" - Compositores: Tião da Roça, Doda, Luiz Sérgio, Mocinho, Giovanni e Carlos Henry) | Grupo A        | [ 100 ]         |
| 1995 | Estandarte de Ouro   | Samba-enredo do Grupo A (Atual Série A) ("Deuses e costumes nas terras de Santa Cruz" - Compositores: Agostinho e Hugo Reis)                    | Grupo A        | [ 100 ]         |
| 1999 | S@mba-Net            | Ala das baianas | Grupo A        | [ 101 ]         |
| 1999 | S@mba-Net            | Prêmio especial (Dona Mariquinha, baiana mais antiga da escola)                                                                                 | Grupo A        | [ 101 ]         |
| 2000 | S@mba-Net            | Casal de Mestre-sala e Porta-bandeira (Gisele e Eduardo)                                                                                        | Grupo A        | [ 102 ]         |
| 2001 | S@mba-Net            | Enredo ("Mário Lago – na rolança do tempo, uma vida de histórias")                                                                              | Grupo A        | [ 103 ]         |
| 2001 | S@mba-Net            | Ala mirim (Fantasia: Monstrinhos) | Grupo A        | [ 103 ]         |
| 2001 | S@mba-Net            | Velha guarda | Grupo A        | [ 103 ]         |
| 2002 | S@mba-Net            | Melhor desfile | Grupo A        | [ 104 ]         |
| 2002 | S@mba-Net            | Enredo ("Papel - Das origens à folia - História, arte e magia")                                                                                 | Grupo A        | [ 104 ]         |
| 2002 | S@mba-Net            | Alegoria (Carro abre-alas) | Grupo A        | [ 104 ]         |
| 2002 | S@mba-Net            | Destaque de luxo (João Batista - Destaque principal do carro abre-alas)                                                                         | Grupo A        | [ 104 ]         |
| 2004 | S@mba-Net            | Casal de Mestre-sala e Porta-bandeira (Eduardo Belo e Cíntia)                                                                                   | Grupo A        | [ 104 ]         |
| 2004 | Troféu Jorge Lafond  | Casal de Mestre-sala e Porta-bandeira (Eduardo Belo e Cíntia)                                                                                   | Grupo A        | [ 105 ]         |
| 2004 | Troféu Jorge Lafond  | Enredo ("Nas páginas do Brasil, Santa Cruz escreveu sua história")                                                                              | Grupo A        | [ 105 ]         |
| 2005 | S@mba-Net            | Casal de Mestre-sala e Porta-bandeira (Eduardo Belo e Cíntia)                                                                                   | Grupo A        | [ 104 ]         |
| 2005 | S@mba-Net            | Revelação (Interprete Daniel Silva) | Grupo A        | [ 104 ]         |
| 2005 | Troféu Jorge Lafond  | Comissão de frente (Coreógrafo responsável: Carlos Muvuca)                                                                                      | Grupo A        | [ 105 ]         |
| 2006 | S@mba-Net            | Comissão de frente (Coreógrafo responsável: Carlos Muvuca)                                                                                      | Grupo A        | [ 104 ]         |
| 2006 | S@mba-Net            | Enredo ("Liberdade, Igualdade e fraternidade: Um sonho chamado França")                                                                         | Grupo A        | [ 104 ]         |
| 2006 | Troféu Jorge Lafond  | Ala das baianas | Grupo A        | [ 105 ]         |
| 2006 | Plumas & Paetês      | Destaque masculino (João Batista) | Grupo A        | [ 106 ]         |
| 2007 | S@mba-Net            | Ala de passistas | Grupo A        | [ 104 ]         |
| 2007 | Troféu Jorge Lafond  | Intérprete (David do Pandeiro) | Grupo A        | [ 105 ]         |
| 2007 | Troféu Jorge Lafond  | Velha guarda | Grupo A        | [ 105 ]         |
| 2007 | Plumas & Paetês      | Destaque masculino (João Batista) | Grupo A        | [ 106 ]         |
| 2008 | S@mba-Net            | Ala mirim | Grupo A        | [ 104 ]         |
| 2008 | Troféu Jorge Lafond  | Ala mirim | Grupo A        | [ 105 ]         |
| 2009 | Plumas & Paetês      | Escultor (Ricardo Denys) | Grupo A        | [ 106 ]         |
| 2009 | Plumas & Paetês      | Maquiador artístico (Marcelo Augusto) | Grupo A        | [ 106 ]         |
| 2010 | S@mba-Net            | Ala mirim | Grupo A        | [ 104 ]         |
| 2010 | Troféu Jorge Lafond  | Mestre-sala (Eduardo Belo) | Grupo A        | [ 105 ]         |
| 2011 | Troféu Jorge Lafond  | Velha guarda | Grupo A        | [ 105 ]         |
| 2012 | Plumas & Paetês      | Destaque masculino (Edmilson Araujo) | Grupo A        | [ 107 ]         |
| 2013 | Plumas & Paetês      | Figurinista (Sylvio Cunha) | Série A        | [ 108 ]         |
| 2015 | S@mba-Net            | Velha guarda | Série A        | [ 109 ] [ 110 ] |
| 2019 | S@mba-Net            | Samba-enredo | Série A        | [ 111 ]         |
| 2019 | Prêmio SRzd Carnaval | Enredo | Série A        | [ 112 ]         |
| 2020 | Estandarte de Ouro   | Samba-enredo | Série A        | [ 113 ]         |
| 2020 | S@mba-Net            | Samba-enredo | Série A        |                 |
| 2020 | Prêmio SRzd Carnaval | Samba-enredo | Série A        | [ 114 ]         |
| 2025 | Estrela do Carnaval  | Carnavalesco (Cid Carvalho) | Série Prata    | [ 115 ]         |
| 2025 | Estrela do Carnaval  | Mestre-sala e Porta-bandeira (Diego Falcão e Jaqueline)                                                                                         | Série Prata    | [ 115 ]         |